# Краснобірська сільська рада
Краснобірська сільська рада — колишня адміністративно-територіальна одиниця та орган місцевого самоврядування у Радомишльському районі Малинської і Волинської округ, Київської й Житомирської областей Української РСР та України з адміністративним центром у с. Краснобірка.

## Населені пункти
Сільській раді були підпорядковані населені пункти:
- с. Краснобірка
- с. Красносілка

## Населення
Станом на 5 грудня 2001 року, відповідно до перепису населення України, кількість мешканців сільської ради становила 1 014 осіб.

## Склад ради
Рада складалася з 14 депутатів та голови.

### Керівний склад сільської ради
| ПІБ                                | Основні відомості                                                                                     | Дата обрання | Дата звільнення |
| ---------------------------------- | --- | ------------ | --------------- |
| Шевчук Анатолій Григорович         | Сільський голова, 1960 року народження, освіта, безпартійний                                          | 26.03.2006   | 31.10.2010      |
| Камінський Олександр Олександрович | Сільський голова, 1958 року народження, освіта вища, член Християнсько — демократичної партії України | 31.10.2010   | 28.01.2014      |

Примітка: таблиця складена за даними джерела

## Історія
Утворена 1923 року, в с. Краснобірка Вишевицької волості Радомисльського повіту Київської губернії. 16 січня 1923 року підпорядковано с. Красносілка ліквідованої Красносільської сільської ради Вишевицької волості. 7 березня 1923 року включена до складу новоствореного Радомишльського району Малинської округи. Станом на 15 червня 1926 року на обліку перебував хутір Малинівка, на 13 лютого 1928 року — хутори Борки, Заруддя та Перше Травня. Станом на 1 жовтня 1941 року хутори Борки, Заруддя, Малинівка та Перше Травня не перебувають на обліку населених пунктів.
Станом на 1 вересня 1946 року сільська рада входила до складу Радомишльського району Житомирської області, на обліку в раді перебували села Краснобірка та Красносілка.
11 серпня 1954 року, відповідно до указу Президії Верховної ради Української РСР «Про укрупнення сільських рад по Житомирській області», сільську раду ліквідовано, територію та населені пункти приєднано до складу Межиріцької сільської ради Радомишльського району. Відновлена 28 грудня 1990 року в складі сіл Краснобірка та Красносілка Заболотської сільської ради Радомишльського району.
Припинила існування 7 грудня 2017 року через об'єднання до складу Радомишльської міської територіальної громади Радомишльського району Житомирської області.